# Кузіна Борис Станіславович
Борис Станіславович Кузіна (8 жовтня 1938, м. Проскурів, Проскурівська округа, Кам’янець-Подільська область (нині м. Хмельницький, Хмельницький р-н, Хмельницька обл. — 13 грудня 2024, Хмельницький, Україна) – краєзнавець, педагог, науковець, літератор, кандидат історичних наук (2008). Член Хмельницької обласної організації Національної спілки краєзнавців України, Центру дослідження історії Поділля Інституту історії України НАН України при Кам'янець-Подільському національному університеті імені Івана Огієнка, Хмельницького обласного осередку Всеукраїнська творча спілка «Конгрес літераторів України».

## Біографічні відомості
Народився 8 жовтня 1938 року в м. Проскурів Проскурівської округи Кам’янець-Подільської області. Дитячі роки разом з сім'єю провів у Башкирії та на Камчатці. Після повернення до Хмельницького, в 1954 році, завершив здобуття середньої освіти. В 1954–1958 роках навчався і працював на посаді лаборанта Новоселецького ветеринарного технікуму, що на Старокостянтинівщині. Входив до складу студентської літературної студії, яку вів член Національної спілки письменників України, викладач німецької мови В. М. Баженов. Працював мулярем на будівництві Хмельницького трансформаторного заводу, згодом оператором на Хмельницькій взуттєвій фабриці. У 1968 році закінчив філологічний факультет Київського державного університету (тепер Київський національний університет імені Тараса Шевченка). В 1975 році завершив навчання в магістратурі на кафедрі історії філософії КДУ. В 1976 році отримав нову спеціальність, вчитель історії та суспільствознавства, в Київському інституті політології та соціології.

## Трудова діяльність
Трудову діяльність Б.С. Кузіна розпочав 1958 року в сільській амбулаторії радгоспу ім. Щорса, тоді Ружичнянського району Хмельницької області.
Працював кореспондентом Хмельницької районної газети «Прибузька зоря», вчителем української мови, історії України, історії Українського війська в Хмельницьких середніх школах № 12, 15, а також військовій частині 22/310 (мікрорайон Ракове, м. Хмельницький). З 1970 року викладає у вищих навчальних закладах. 1993–1999 роки – доцент, проректор Хмельницького інституту бізнесу, 1999–2009 роки – доцент, проректор, завідувач кафедри суспільних наук і історії України в Хмельницькому інституті економіки і підприємництва. Читав українську мову, історію України, всесвітню економічну історію, логіку, новий курс – цінності Європейської цивілізації.
Працює доцентом кафедри педагогіки і психології Хмельницького інституту соціальних досліджень університету «Україна», редагує збірники науково-краєзнавчих конференцій, систематично друкує свої літературні твори.

## Наукова діяльність
Сфера наукових досліджень: вивчення всесвітньої економічної історії, зокрема історії подільської споживчої кооперації від заснування до сьогодення.
В 2008 році, під науковим керівництвом доктора історичних наук, академіка Л. В. Баженова, підготував і  захистив у Чернівецькому національному університеті імені Юрія Федьковича дисертацію «Подільська споживча кооперація в другій половині XIX – на початку XX ст.» і здобув науковий ступінь кандидата історичних наук.
Опублікував дві книги про одного з фундаторів подільської кооперації Й. А. Волошиновського, а також монографію «Історія споживчої кооперації Поділля. 1861–1914 рр.» (2010). Як історик Б. С. Кузіна відомий і за межами України. Зокрема польська газета «Slowo Polskie» постійно публікує його нариси.
Борис Станіславович виступив організатором 15 всеукраїнських та регіональних науково-практичних конференцій, наукових круглих столів, у тому числі з краєзнавчої тематики, видав понад 100 наукових статей, методичних посібників, розробок, рецензій, три повісті, понад 30 історичних нарисів, оповідань з різних аспектів минулого та культури Поділля-Хмельниччини. З 1999 року є дійсним членом Центру дослідження історії Поділля Інституту історії України НАН України при Кам'янець-Подільському національному університеті імені Івана Огієнка, представником наукової школи професора Л. В. Баженова. З 2008 року бере активну участь в розбудові Хмельницької обласної організації Національної спілки краєзнавців України. 

## Літературна діяльність
В літературі виступає в основному як публіцист, прозаїк, літературний критик. Очолював газети «Економіст», «Економіст XXI ст.», «Підприємець». Організував для студентів літературну студію «Українське красне слово», яка випускала літературний альманах «Альма матер». Десять років очолював студентський драматичний театр Хмельницького університету економіки і підприємництва, в якому поставив свої одноактові п’єси: «Суд над Колумбом», «Хто такі копігольдери?», «Інтерв’ю президента Рузвельта». 
Протягом 2000–2016 років видав чотири художніх книги. У цей же час в Хмельницьких районних, міських, обласних, республіканських газетах опубліковано понад 30 його оповідань і нарисів, 6 повістей, понад 100 літературних критичних статей. Має видання в Болгарії, Польщі. Брав участь у випуску літературних альманахів: «Творче Поділля», «Альма матер», «Українське красне слово», «Медобори», «Заповідаємо вам любов», «Невичерпне джерело», а також у міжнародних літературних альманахах «Предлог», «Вітражі».

## Громадська діяльність
Борис Кузіна є одним із засновників Хмельницької міської літературної спілки «Поділля» (1993). На громадських засадах обладнав музей Василя Баженова  в Хмельницькій загальноосвітній середній школі № 6 (1995). Був обраний його директором, а також директором обласного літературно-краєзнавчого благодійного фонду ім. Василя Баженова. 
На громадських засадах є співробітником місцевих газет «Подільські вісті», «Проскурів», «Прибузька зоря» та «Моя газета». Виступає з лекціями по історії кооперації, історії Західного образотворчого мистецтва в музеях, будинках культури, бібліотеках та інших закладах культури області.

## Нагороди
- Золота медаль Виставки досягнень народного господарства України за внесок у справу виховання молоді (1989).
- Золота медаль Всесоюзної організації товариства «Знання» (1993).
- Медаль «За доблесну працю» (1986).
- Відзнака Організації ветеранів України «Почесний ветеран» (2020).
- Відзнака Організації ветеранів України «35 років Організації ветеранів України» (2022).
- Почесний знак профспілки працівників соціальної сфери України «За соціальне партнерство» (2020).
- Диплом учасника міжнародного літературного альманаху «Вітражі» «Співдружність Совліт» (2015).
- Диплом учасника літературного конкурсу літераторів країн СНД «Співдружність Совліт» (2015).
- Диплом учасника Міжнародного всеукраїнського літературного конкурсу «War in Ukraine – 2017» (2017).
- Диплом учасника Хмельницького міського літературного фестивалю «Слово єднає – 2017» (2017).
- Почесні грамоти Міністерства освіти і науки України.
- Почесні грамоти Хмельницької обласної державної адміністрації.
- Почесні грамоти Хмельницької обласної організації Національної спілки краєзнавців України.
- Почесні грамоти Хмельницької міської організації Національної спілки краєзнавців України.
- Почесні грамоти Хмельницького обласного управління культури.
- Почесні грамоти Хмельницького міського управління культури.
- Почесні грамоти Хмельницького обласного військового комісара та начальника Хмельницького гарнізону.

## Наукові публікації
- У великій мірі батько Подільської кооперації : до 135-річчя від дня народження Й. А. Волошиновського. – Хмельницький : Вид. ХІЕП, 2004. – 27 с.
- Земельна реформа 1861 р. – передумова кооперативного руху на Поділлі // Підприємництво: проблеми становлення та функціонування : матеріали міжнар. науково-практ. конф., (Житомир, 15-16 верес. 1998 р.). – Житомир, 1998. – С. 26-31.
- Трансформація позичково-ощадних кас в кооперовані споживчі товариства на Поділлі в кінці XIX – на початку XX ст. // Матеріали Х Подільської історико-краєзнавчої конференції (Кам’янець-Подільський, 25-26 жовт. 2000 р.). – Кам’янець-Подільський, 2000. – С. 305-307.
- Кооперативний рух на Поділлі в періодичних виданнях другої половини XIX – поч. XX ст. // Українська історіографія на рубежі століть. Наук. пр. Кам’янець-Поділ. держ. пед. ун-ту. Сер. «Історичні науки». – Кам’янець-Подільський, 2001. – Т. 7 (9). – С. 310-318.
- Подільський кооперативний рух на сторінках друкованих видань // Шляхи активізації вітчизняного виробництва : матеріали Всеукр. науково-практ. конф., (Хмельницький, 25-26 трав. 2001 р.). – Хмельницький, 2001. – С. 46-52.
- Діяльність подільських кооперативів наприкінці XIX – на початку XX ст. // Питання історії України : зб. наук. ст. Чернів. нац. ун-ту. – Чернівці, 2002. – Т. 5. – С. 49-51.
- Перші подільські позичково-ощадні каси, товариства, кредитні кооперативи, як фактор розвитку масового кооперативного руху в кінці XIX – поч. XX ст. // Розвиток ринкової економіки на Поділлі: здобутки, проблеми, перспективи : матеріали Всеукр. науково-практ. конф., (Хмельницький, 23 жовт. 2003 р.). – Хмельницький, 2003. – С. 260-276.
- Роль релігійних громад у розвитку подільської кооперації в XIX – XX ст.  // Державно-церковні відносини в Україні: регіональні аспекти : зб. пр. Міжнар. наук. конф., (Хмельницький, 14-15 берез. 2003 р.). ; за ред. : В. М. Олуйка, А. М. Колодного. – Хмельницький, 2003. – С. 53-56.
- Й. А. Волошиновський – визначний подвижник Подільської кооперації XX століття // Історія України. Маловідомі імена, події, факти : зб. ст. – Київ; Хмельницький, 2005. – Вип. 32. – С. 434-441.
- Маловідомі подвижники подільської споживчої кооперації // Освіта, наука, культура на Поділлі : зб. наук. пр., матеріали шостого круглого столу «Культура, освіта, і просвітницький рух на Поділлі», (Кам’янець-Подільський, 29 листоп. 2007 р.). – Кам’янець-Подільський, 2007. – С. 33-40.
- Плюси та мінуси одного історичного джерела і проблема періодизації історії споживчої кооперації Поділля // Наукові записки Вінницького державного педагогічного університету ім. М. Коцюбинського. Сер. «Історія». – Вінниця, 2007. – Вип. ХII. – С. 345-349.
- Подвижники подільської споживчої кооперації початку XX ст. // Питання історії України : зб. наук. ст. Чернів. нац. ун-ту ім. Ю. Федьковича. – Чернівці, 2007. – Т. 10. – С. 55-59.
- Становлення споживчої кооперації на Поділлі (60-ті рр. XIX – поч. XX ст.). Історіографічний аспект // Науковий вісник Чернівецького університету. Історія. Політичні науки. Міжнародні відносини : зб. наук. пр. – Чернівці : Рута, 2008. – Вип. 378-379. – С.145-149.
- Й. А. Волошиновський – редактор «Світової Зірниці», піонер і подвижник Подільської кооперації XX століття / Б. С. Кузіна, В. С. Кузіна. – Хмельницький, 2006. – 28 с.
- Кам’янець-Подільське товариство споживачів. До історії кооперативного руху на початку XX ст. / Л. В. Баженов, Б. С. Кузіна // Кам’янець-Подільський у контексті українсько-європейських зв’язків: історія і сучасність : зб. наук. пр. за підсумками Міжнар. науково-практ. конф., (Кам’янец-Подільський, 16-17 трав. 2003 р.). – Кам’янець-Подільський, 2004. – С. 85-89.
- Розвиток Подільської кооперації у 90-х рр. XIX – на поч. XX ст. (історіографічний аспект) / Л. В. Баженов, Б. С. Кузіна // Матеріали XI Подільської історико-краєзнавчої конференції, (Кам’янец-Подільський, 25-26 листоп. 2004 р.). – Кам’янець-Подільський, 2004. – С. 228-235.
- Сприяння православного духовенства в організації, розбудові та становленні подільської споживчої кооперації в кінці XIX – на поч. XX ст. / Л. В. Баженов, Б. С. Кузіна // Церква і держава у служінні народові : матеріали Міжнар. науково-практ. конф., (Хмельницький, 2-4 листоп. 2005 р.). – Хмельницький, 2006. – С. 96-100.

## Літературні твори
- Біля джерела (присвячене видатному земляку, співаку Київської опери Сергію Козаку) : оповідання // Радянське Поділля. – 1973. – 11 лют. – С. 4.
- Шулікa : оповідання // Пpибузька зоря. – 1982. – 16-23 жовт. – С. 4.
- B останню блокадну ніч : оповідання // Коpчагінець. – 1984. – 2 лют. – С. 4.
- Легка pука : оповідання // Радянське Поділля. – 1983. – 9 груд. – С. 4.
- Юстина (молодь на будівництві Хмельниц. АЕС) : оповідання // Молодь України. – 1985. – 16 трав. – С. 3.
- Tіні великих (юність І. Франка, В. Стефаника) : оповідання // Радянське Поділля. – 1986. –  28 верес. – С. 4.
- Ocь вона – краса : новела // Прибузька зоря. – 1987. –  2 лип. – С. 4.
- Запах печеної картоплі (Одного зимового вечора) : оповідання //  Kорчагінець. – 1987. – 26 груд. – С. 4-5.
- Kрихти : оповідання // Творче Поділля : художньо-публіцист. альм. Хмельниц. міськ. літ. сп. «Поділля». – Хмельницький, 1993. – С. 114‑118.
- Mалий Кобзар : оповідання // Творче Поділля : публіцистично-худ. альм. Хмельниц. міськ. літ. сп. «Поділля». – Хмельницький, 1995. – С. 140‑145.
- Василь Баженов (сторінки життя і творчості) : історична повість / Б. С. Кузіна, Л. В. Баженов. – Хмельницький, 2001. – 62 с.
- Пам’яті дорогої людини : новели) // Легенда подільської філології: Євгенія Гінзбург – педагог, учений. літературознавець : зб. спогадів. – Хмельницький, 2005. – С. 50-55.
- Микола Магера – дослідник історії і культури Поділля // Історичне краєзнавство: здобутки, проблеми, перспективи : наук. зб. –  Кам’янець-Подільський : Абетка нова, 2002. – С. 363-371.
- Поцілунок королеви // Моя газета. – 2013. – № 29, 30.
- Жах пустелі // Подільські вісті. – 2014.– 14 січ. – С. 6.
- Ojciec Podolckiej spoldzielczosci // Slowo polskie. – 2013. – grudzien (№ 12 {17 }).